# Porohy (Iwano-Frankiwsk)
Porohy (ukrainisch Пороги; russisch Пороги Porogi, polnisch Porohy) ist ein Dorf in der ukrainischen Oblast Iwano-Frankiwsk mit etwa 3100 Einwohnern (2001).

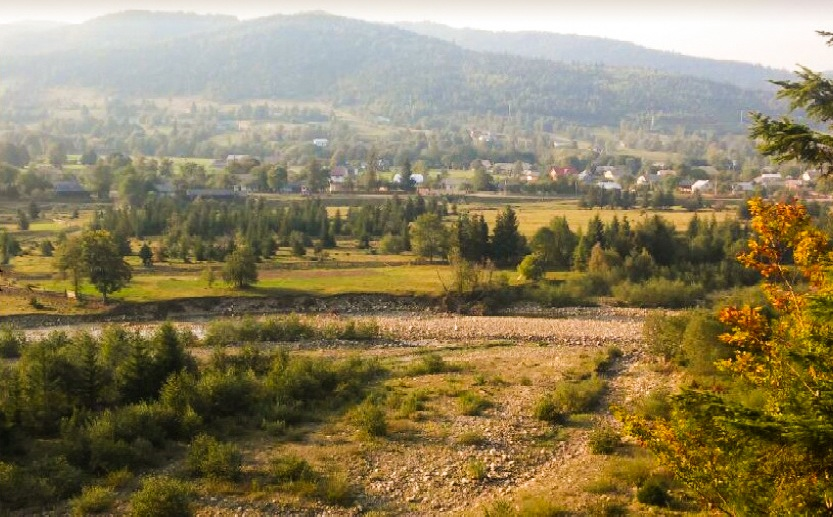
Blick auf den Ort

Das erstmals 1649 schriftlich erwähnte Dorf lag bis 2020 im Westen des Rajon Bohorodtschany.
Am 12. Juni 2020 wurde das Dorf ein Teil neu gegründeten Siedlungsgemeinde Solotwyn im Rajon Iwano-Frankiwsk; bis dahin bildete es die Landratsgemeinde Porohy (Порогівська сільська рада/Porohiwska silska rada) im Rajon Bohorodtschany.
Die Ortschaft liegt im Osten der historischen Landschaft Galizien am Ufer der Bystryzja Solotwynska 33 km südwestlich vom Rajonzentrum Bohorodtschany und 50 km südwestlich vom Oblastzentrum Iwano-Frankiwsk.
Durch das Dorf verläuft die Regionalstraße P–38.

## Söhne und Töchter der Ortschaft
- Eberhard von Künßberg (* 28. Februar 1881; † 3. Mai 1941), deutscher Jurist österreichischer Herkunft
- Modest Sossenko (* 28. April 1875; † 4. Februar 1920), ukrainischer Maler und Monumentalkünstler